# Pilar (Cápiz)
Pilar es un municipio filipino perteneciente a la provincia de Cápiz, en las Bisayas Occidentales.

## Geografía
Está situado al este de una bahía, en el extremo oriental de la provincia.

## Historia
Hacia comienzos del siglo XX, el lugar, ya por entonces perteneciente a la provincia de Cápiz, tenía contabilizada una población de 2895 habitantes. En 2020, el municipio de Pilar tenía censados 47 100 habitantes.